# شريف (لقب)

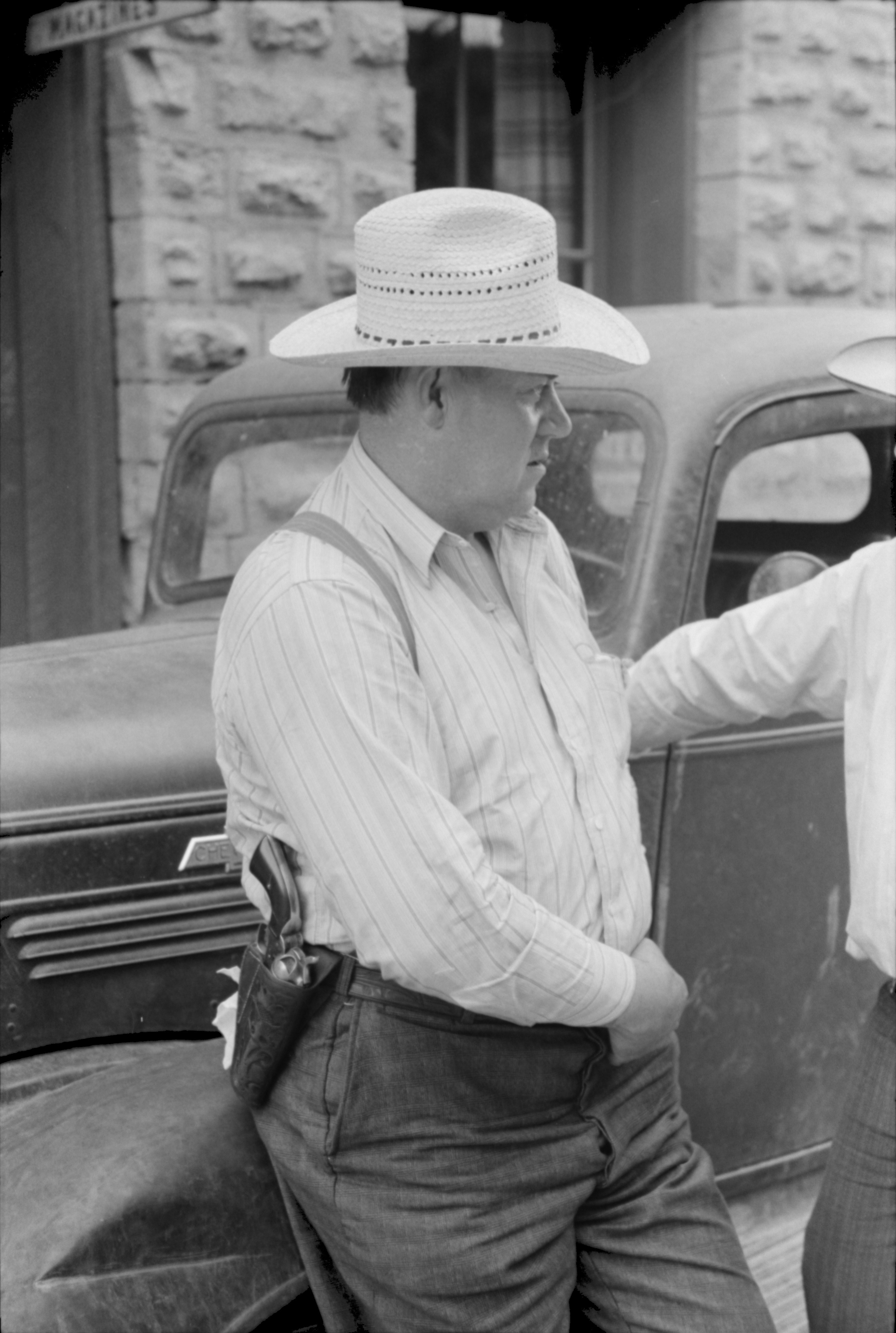

الشريف (يُعرف الضابط بالمأمور) (بالإنجليزية: Sheriff)‏ هو مصطلح إنكليزي يطلق على الضابط القانوني للبلدة في بريطانيا وأمريكا، وعمليًا تختلف اختصاصات الشريف القانونية والسياسية من بلدٍ إلى آخر.

## لمحة تاريخية
كلمة «الشريف» (بالإنجليزية: Sheriff)‏ اختصار لمصطلح «شير ريف» (بالإنجليزية:  Shire reeve)‏، وهذا المصطلح يأتي من أصل أنجلوسكسوني حيث يوصف به المختص بحفظ الأمن (الـ«ريف») بينما المقطع الآخر «شير» يعني مُمثل المَلِك، وبالتالي فالمعنى هو: «مُمثِل المَلِك لحفظ الأمن». وقد انتقل المصطلح من إنجلترا إلى البلدان الأخرى.
وبعض المصادر وهي أقرب للصحة تشير إلى أن كلمة شريف مأخوذة من العربية فهى تعني الرجل عالي المقام وتطلق على بعض أبناء سلالة علي بن ابي طالب وفي حال استلم الأمارة احد منهم يطلق عليه لقب الشريف

## الاستعمال الحديث
منصب الشريف الآن موجود في بلدان متعددة:
- الشريف كضابط قانوني مسؤول (مثل المأمورين) في جمهورية إيرلندا وأستراليا وكندا ومصر.
- الشريف كقاضي في اسكتلندا.
- الشريف كمنصب شرفي في إنجلترا وويلز والهند.
- في الولايات المتحدة الأمريكية يختلف دور الشريف باختلاف الولايات والمقاطعات ولكنه غالبًا ما يوصف به قائد الشرطة.